# ناصر اسکندر افشار
ناصر اسکندر افشار (زاده ۱۳۱۳) سرتیپ دوم کنترل شکاری نیروی هوایی ارتش جمهوری اسلامی ایران و سومین فرمانده پدافند هوایی ارتش بعد از انقلاب اسلامی ایران بود.
وی در سال ۱۳۲۷ با درجه ستوان دومی از دانشکده افسری ارتش فارغ‌التحصیل شد و سپس در مسئولیت‌هایی همچون رئیس عملیات رادار دزفول، رئیس عملیات مشهد، مسئول (A.D.O.C)، فرمانده ایستگاه رادار دزفول، معاون پشتیبانی پایگاه هوایی بندر عباس، معاون اداری فرماندهی پدافند هوایی و در سال ۱۳۵۹ پس از پیروزی انقلاب اسلامی در ایران به عنوان جانشین فرمانده پدافند هوایی کشور خدمت کرده‌است. ناصر اسکندر افشار در سال۱۳۵۸ و در دوران جنگ ایران و عراق به عنوان فرمانده پدافند هوایی ارتش انتخاب شد و تا زمان بازنشستگی در سال ۱۳۶۲ عهده‌دار این مسئولیت بود.

## فهرست منابع
1. ↑  «زندگینامه: ناصر اسکندر افشار (۱۳۰۳ -)». همشهری آنلاین. ۲۰۱۳-۰۶-۳۰. دریافت‌شده در ۲۰۲۰-۰۴-۱۸.
2. ↑  «سرهنگ کنترل شکاری ناصر اسکندر افشار». پورتال اطلاع‌رسانی نیروی پدافند هوایی ارتش جمهوری اسلامی ایران.[پیوند مرده]

| مناصب نظامی              | مناصب نظامی                           | مناصب نظامی        |
| ------------------------ | ------------------------------------- | ------------------ |
| پیشین: ارسلان پور ارسلان | فرمانده پدافند هوایی ارتش ۱۳۶۲ — ۱۳۶۶ | پسین: محمود خضرایی |